# Bulgarien-Rundfahrt 1982
Das Etappenrennen Bulgarien-Rundfahrt 1982 (bulgarisch Обиколка на България) führte vom 19. bis 26. September über neun Etappen. Es war die 32. Austragung der Bulgarien-Rundfahrt. Gesamtsieger wurde Leon Dejits.

## Teilnehmer
Am Start standen 78 Radrennfahrer in Nationalteams aus neun Ländern mit je sechs Fahrern sowie eine Bahnnationalmannschaft Bulgariens und einige Vereinsmannschaften aus dem Gastgeberland.

## Rennen
Veranstalter war der bulgarische Radsportverband. Zu Ehren des 100. Geburtstages von Georgi Dimitrow startete das Etappenrennen in dessen Geburtsort in Kowatschewzi. Die Gesamtdistanz betrug 1.226 Kilometer, wobei es keinen Ruhetag gab. Neben der Einzelwertung gab es eine Mannschaftswertung und ein Klassement für die besten Bergfahrer.

## Etappen
Die Rundfahrt führte über insgesamt neun Etappen mit einem Einzelzeitfahren.
1. Etappe Kowatschewzi–Byala Slatina, 186 Kilometer: Sieger Olaf Jentzsch, DDR
2. Etappe Byala Slatina–Gabrowo, 172 Kilometer: Sieger Latouver, Frankreich
3. Etappe Grabowo–Sliwen, 130 Kilometer: Sieger Martin Goetze, DDR
4. Etappe Sliwen–Jambol, 25 Kilometer: Sieger Nentscho Stajkow, Bulgarien
5. Etappe Jambol–Burgas, 101 Kilometer: Sieger Lechosław Michalak, Polen
6. Etappe Burgas–Stara Sagora, 140 Kilometer: Sieger Harry Wolters, Niederlande
7. Etappe Stara Sagora–Kasanlak, 130 Kilometer: Sieger Jordan Jordanow, Bulgarien
8. Etappe Kasanlik–Plowdiw, 141 Kilometer: Sieger Latouver, Frankreich
9. Etappe Plowdiv–Sofia, 201 Kilometer Sieger: Jordan Pentschew, Bulgarien

## Gesamtwertungen

### Einzel (Gelbes Trikot)
Im Endklassement siegte Leon Dejits aus der Sowjetunion. Er gewann die Rundfahrt, ohne selbst einen Etappensieg erzielt zu haben.
| Platz | Name               | Mannschaft  | Zeit       |
| ----- | ------------------ | ----------- | ---------- |
| 1.    | Leon Deschiz       | Sowjetunion | 31:44:36 h |
| 2.    | Martin Goetze      | DDR         | + 1:37 min |
| 3.    | Nikolai Naumow     | Sowjetunion | + 1:45 min |
| 4.    | Lechosław Michalak | Polen       | + 1:5 min  |
| 5.    | Olaf Jentzsch      | DDR         | + 1:5 min  |
| 6.    | Holger Müller      | DDR         | + 3:00 min |

### Mannschaftswertung
Die Mannschaftswertung gewann das Team der Sowjetunion vor der DDR und Polen.

### Bergwertung
Sieger der Bergwertung wurde Jordan Pentschew aus Bulgarien.